# Rosario de Lerma (departamento)
Departamento Rosario de Lerma é um departamento da província de Salta, na Argentina.